# Karl Friedrich Schimper
Karl Friedrich Schimper, född 15 februari 1803 i Mannheim, död 21 december 1867 i Schwetzingen, var en tysk botaniker, bror till Wilhelm Schimper, kusin till Wilhelm Philipp Schimper.
Schimper var en ivrig forskare inom skilda naturområden, blev docent i München och företog på uppdrag av kungen av Bayern resor i bland annat Alperna och Pyrenéerna, men publicerade blott en ringa del av sina iakttagelser och är mest känd genom sin upptäckt (1834) av den geometriska lagbundenheten i växternas bladställning. Denna framlades dock ej i skrift av honom själv, utan av Alexander Braun (i "Flora", 1835), varav namnet den "Schimper-Braunska teorin".
Auktorsnamnet K.F.Schimp. kan användas för Karl Friedrich Schimper i samband med ett vetenskapligt namn inom botaniken; se Wikipediaartiklar som länkar till auktorsnamnet.